# Orneates
Orneates is een geslacht van vlinders van de familie dikkopjes (Hesperiidae).

## Soorten
- O. aegiochus (Hewitson, 1876)
- O. savia Evans, 1952